# Microphyes litoralis
Microphyes litoralis är en nejlikväxtart som beskrevs av Rodolfo Amando Philippi. Microphyes litoralis ingår i släktet Microphyes och familjen nejlikväxter. Inga underarter finns listade i Catalogue of Life.